# Püssi
Püssi (njem. Neu-Isenhof) je grad i općina u okrugu Ida-Virumaa, sjeveroistočna Estonija.
Püssi ima 1.802 stanovnika (2010.) i površinu od 2,1 km².
Püssi se prvi put spominje 1472. godine kao Püssz. U to vrijeme okolno područje je bilo teško prohodno. Izgradnjom željeznice Paldiski - Sankt-Peterburg 1869. počeo je oporavak mjesta. 1930. sagrađena je elektrana. Od 1993. Püssi ima gradska prava. Postoje i arheološka nalazišta iz željeznog doba.
Kroz općinu prolazi željeznička pruga Narva - Tallinn.

## Vanjske poveznice
- pyssilv.ee  Arhivirana inačica izvorne stranice od 15. svibnja 2018. (Wayback Machine) (na estonskom i engleskom)